# 雪沢温泉駅
雪沢温泉駅（ゆきさわおんせんえき）は、かつて秋田県大館市雪沢字小雪沢にあった小坂製錬小坂線（小坂鉄道）の駅（廃駅）である。廃線後も取り壊されていなかった駅舎などは、2014年4月以降大館市の所有になる。

## 歴史
- 1954年（昭和29年）8月1日：北秋田郡長木村に雪沢鉱泉駅として開業。
- 1971年（昭和46年）10月1日：雪沢温泉駅に改称。
- 1994年（平成6年）10月1日：小坂鉄道の旅客営業廃止に伴い廃駅。
- 2004年（平成16年）11月9日：14時ごろ、濃硫酸を積んだ大館行き15両編成の貨物列車が、当駅付近を走行中に11両が脱線する事故が発生している[2]。
- 2014年（平成26年）
  - 4月1日：小坂製錬所有の駅舎およびDOWAメタルマイン所有のレールおよびレールの敷地が大館市に無償譲渡される[1]。
  - 11月2日：パナソニックの乾電池・EVOLTA99本を利用して電車を走らせる「エボルタ電池鉄道　廃線1日復活チャレンジ」が開かれ、当駅付近を起点に1日限定で運行される[3]。

## 駅構造
単式ホーム1面1線のみの地上駅で無人駅であった。

## 駅周辺
- 秋田県道2号大館十和田湖線（樹海ライン）
- 雪沢温泉
- 長木川

## 隣の駅
小坂製錬
小坂線
東岱野駅 - （小雪沢駅） - 雪沢温泉駅 - 新沢駅